# 長帽絹蘚
長帽絹蘚（学名：Entodon dolichocuculatus）为絹蘚科絹蘚屬下的一个种。